# Grasten, Svendborg
Grasten är en halvö i Danmark.  Den ligger i Svendborgs kommun i Region Syddanmark,140 km sydväst om Köpenhamn. Grasten ligger på ön Thurø. På halvön ligger en mindre by med samma namn.